# Cerebral Fix
Cerebral Fix (en français  Solution cérébrale) est un groupe anglais de thrash metal, originaire de Birmingham.

## Histoire
Le groupe est formé en 1986. Après avoir changé plusieurs fois de poste de bassiste, le groupe enregistre sa première démo en 1987, qui s'appelle We Need Therapy. Paul Adams joue de la basse. Peu de temps après l'enregistrement, il quitte le groupe pour former le groupe Reprisal, qui sera plus tard renommé Benediction. Après avoir sorti la deuxième démo intitulée Product of Disgust, le groupe décroche un accord avec Vinyl Solution Records.
En 1988, le groupe se rend aux Loco Studios dans le sud du Pays de Galles avec Steve Watson à la basse. Avec le producteur Iain Burgess, ils enregistrent le premier album Life Sucks... and Then You Die! sur. Une tournée au Royaume-Uni suit avec Bolt Thrower. Suivent des performances avec Deviated Instinct, Doom, Electro Hippies, Concrete Sox, Bomb Disneyland, Hellbastard, Energetic Krusher et Hard-On.
Après cela, le batteur Adrian Jones et le bassiste Steve Watson quittent le groupe. Le bassiste Frank Healy et le batteur Andy Baker, tous deux anciennement de Sacrilege, rejoignent le groupe en remplacement. Ce line-up enregistre la démo Tower of Spite qui est envoyée à Roadrunner Records qui conclut un accord avec le groupe. Suit un concert avec Sepultura au Marquee Club, où les deux groupes partagent la scène et jouent une reprise de la chanson Protest & Survive de Discharge. À l'été 1990, le groupe entre en studio pour enregistrer le prochain album. L'album Tower of Spite est enregistré aux Rhythm Studios avec le coproducteur Paul Johnson. Suit une tournée au Royaume-Uni avec Napalm Death. À la fin de la tournée, le batteur Andy Baker quitte le groupe et est remplacé par Kevin Frost qui fait la tournée aux Pays-Bas. Paul Adams reprend la basse et le groupe retourne aux Rhythm Studios pour enregistrer l'album Bastards. En bonus, l'album comporte une reprise de Smash It Up, écrite à l'origine par Damned, avec Blaze Bayley comme invité.
Après la sortie de l'album en 1990, le groupe tourne au Royaume-Uni et en Irlande avec Obituary. En 1992, le groupe retourne en studio pour enregistrer l'album Death Erotica, après un contrat pour Music for Nations. L'enregistrement a de nouveau lieu aux Rhythm Studios avec le coproducteur Johnson. Clint Mansell de Pop Will Eat Itself et Mark Greenway de Napalm Death figurent sur la chanson Never Again, une reprise de Discharge. Shane Embury est présent sur la chanson Too Drunk to Fuck, Andy Pike sur la chanson Marshall Law et Tony Mills sur la reprise de Judas Priest Livin' After Midnight. La sortie donne lieu à une tournée au Royaume-Uni avec Paradise Lost. Après la tournée, Frank Healey rejoint le groupe Benediction. Gregg Fellows quitte aussi le groupe. Suit une tournée en Europe avec Cancer. La tournée comprend Steve Watson, cette fois à la guitare, et le bassiste Jake Morgan (Discharge). À la fin de la tournée, le batteur Kevin Frost quitte le groupe. Gregg Fellows rejoint le groupe et le batteur Nick Barker (Dimmu Borgir, Cradle of Filth) rejoint le groupe en tant que membre de la tournée. Le groupe donne son dernier concert à Walthamstow le 15 avril 1994, avec Simon Forrest au chant, Steve Watson à la guitare électrique, Mark Culley à la basse et Richard Mallatratt à la batterie. En 2006, le groupe se reforme.

## Discographie
- 1987 : We Need Therapy (démo, autopublication)
- 1987 : Product of Disgust (démo, autopublication)
- 1988 : Life Sucks... and Then You Die! (album, Vinyl Solution Records)
- 1989 : Sounds Blasts! EP3 (split avec The Perfect Disaster, Mega City Four, Killdozer et Pussy Galore, Sounds Magazine)
- 1990 : Tower of Spite (démo, autopublication)
- 1990 : Tower of Spite (album, Roadrunner Records)
- 1991 : Bastards (album, Roadrunner Records)
- 1992 : Death Erotica (album, Under One Flag Records)
- 2007 : Product of Disgust (anthologie, Metal Mind Productions)

## Source de la traduction
- (de) Cet article est partiellement ou en totalité issu de l’article de Wikipédia en allemand intitulé « Cerebral Fix » (voir la liste des auteurs).